# 三類境
三類境（さんるいきょう）は、唯識説において、認識の対象をその性質によって3種に分けたもの。
すなわち、
1. 性境（しょうきょう） - 種子から実際に現れたもの
2. 独影境（どくようきょう） - 見分から仮に現れたもの
3. 帯質境（たいぜつきょう） - 以上両者の中間にあるもの

である。

## 参考書籍
- “唯識三類境選要”. kokusho.nijl.ac.jp. 2025年5月9日閲覧。 - 国書データベース：国文学研究資料館